# Турбаза «Катунь»
Турбаза «Катунь» (рос. Турбаза «Катунь») — село Чемальського району, Республіка Алтай Росії. Входить до складу Узнезисинського сільського поселення.
Населення — 121 особа (2015 рік).